# Leontopodium kamtschaticum
Leontopodium kamtschaticum là một loài thực vật có hoa trong họ Cúc. Loài này được Kom. mô tả khoa học đầu tiên năm 1930.